# John-C.-Butler-Klasse
Die Geleitzerstörer der John-C.-Butler-Klasse wurden während des Zweiten Weltkriegs in Dienst gestellt. Das Typschiff der Klasse war die John C. Butler, die am 31. März 1944 in Dienst gestellt wurde.

## Geschichte
Das herausragendste Schiff der Klasse war die Samuel B. Roberts. Dieser Geleitzerstörer erlangte Berühmtheit aufgrund eines Torpedoangriffs auf weit überlegene japanische Kreuzer und Schlachtschiffe während der Schlacht von Samar am 25. Oktober 1944. Die Samuel B. Roberts erhielt dabei mehrere schwere Treffer und sank.

## Rumpfnummern
Es wurden insgesamt 87 Schiffe der John-C.-Butler-Klasse gebaut. Die Schiffe wurden in Serie gebaut, wobei diese in 5 Blöcken an die U.S. Navy geliefert wurden. Nachfolgende Tabelle verdeutlicht dieses Vorgehen.
| Baulos   | Von    | Bis    |
| -------- | ------ | ------ |
| 1. Serie | DE-339 | DE-372 |
| 2. Serie | DE-402 | DE-424 |
| 3. Serie | DE-438 | DE-450 |
| 4. Serie | DE-508 | DE-510 |
| 5. Serie | DE-531 | DE-544 |

## Einheiten
- USS John C. Butler (DE-339)
- USS O’Flaherty (DE-340)
- USS Raymond (DE-341)
- USS Richard W. Suesens (DE-342)
- USS Abercrombie (DE-343)
- USS Oberrender (DE-344)
- USS Robert Brazier (DE-345)
- USS Edwin A. Howard (DE-346)
- USS Jesse Rutherford (DE-347)
- USS Key (DE-348)
- USS Gentry (DE-349)
- USS Traw (DE-350)
- USS Maurice J. Manuel (DE-351)
- USS Naifeh (DE-352)
- USS Doyle C. Barnes (DE-353)
- USS Kenneth M. Willett (DE-354)
- USS Jaccard (DE-355)
- USS Lloyd E. Acree (DE-356)
- USS George E. Davis (DE-357)
- USS Mack (DE-358)
- USS Woodson (DE-359)
- USS Johnnie Hutchins (DE-360)
- USS Walton (DE-361)
- USS Rolf (DE-362)
- USS Pratt (DE-363)
- USS Rombach (DE-364)
- USS McGinty (DE-365)
- USS Alvin C. Cockrell (DE-366)
- USS French (DE-367)
- USS Cecil J. Doyle (DE-368)
- USS Thaddeus Parker (DE-369)
- USS John L. Williamson (DE-370)
- USS Presley (DE-371)
- USS Williams (DE-372)
- USS Richard S. Bull (DE-402)
- USS Richard M. Rowell (DE-403)
- USS Eversole (DE-404)
- USS Dennis (DE-405)
- USS Edmonds (DE-406)
- USS Shelton (DE-407)
- USS Straus (DE-408)
- USS La Prade (DE-409)
- USS Jack Miller (DE-410)
- USS Stafford (DE-411)
- USS Walter C. Wann (DE-412)
- USS Samuel B. Roberts (DE-413)
- USS Le Ray Wilson (DE-414)
- USS Lawrence C. Taylor (DE-415)
- USS Melvin R. Nawman (DE-416)
- USS Oliver Mitchell (DE-417)
- USS Tabberer (DE-418)
- USS Robert F. Keller (DE-419)
- USS Leland E. Thomas (DE-420)
- USS Chester T. O’Brien (DE-421)
- USS Douglas A. Munro (DE-422)
- USS Dufilho (DE-423)
- USS Haas (DE-424)
- USS Corbesier (DE-438)
- USS Conklin (DE-439)
- USS McCoy Reynolds (DE-440)
- USS William Seiverling (DE-441)
- USS Ulvert M. Moore (DE-442)
- USS Kendal C. Campbell (DE-443)
- USS Goss (DE-444)
- USS Grady (DE-445)
- USS Charles E. Brannon (DE-446)
- USS Albert T. Harris (DE-447)
- USS Cross (DE-448)
- USS Hanna (DE-449)
- USS Joseph E. Connolly (DE-450)
- USS Gilligan (DE-508)
- USS Formoe (DE-509)
- USS Heyliger (DE-510)
- USS Edward H. Allen (DE-531)
- USS Tweedy (DE-532)
- USS Howard F. Clark (DE-533)
- USS Silverstein (DE-534)
- USS Lewis (DE-535)
- USS Bivin (DE-536)
- USS Rizzi (DE-537)
- USS Osberg (DE-538)
- USS Wagner (DE-539)
- USS Vandivier (DE-540)
- USS Sheehan (DE-541)
- USS Oswald A. Powers (DE-542)
- USS Groves (DE-543)
- USS Alfred Wolf (DE-544)